# ×Haynaldoticum turgidovillosum
Haynaldoticum turgidovillosum là một loài thực vật có hoa trong họ Hòa thảo. Loài này được Cif. & Giacom. mô tả khoa học đầu tiên năm 1950.